# Кириккудук
Кириккуду́к (каз. Қырыққұдық) — колишнє село у складі Айтекебійського району Актюбинської області Казахстану. Входить до складу Саратського сільського округу. Ліквідоване у 2015 році.
Населення — 70 осіб (2009; 140 в 1999).